# Karin Zeilinger
Karin Zeilinger (* 23. November 1965) ist eine österreichische Taekwondoin.
Sie gewann bei den Taekwondo-Europameisterschaften 1982 in Rom die Bronzemedaille in der Gewichtsklasse bis 62 kg.